# Tartrazina
La tartracina o tartrazina (en inglés, tartrazine) es un colorante artificial ampliamente utilizado en la industria alimentaria. Pertenece a la familia de los colorantes azoicos, los que contienen el grupo azo: −N=N−.  Se presenta en forma de polvo y es soluble en agua, haciéndose de color más amarillo cuanto más disuelta esté. Su estructura molecular es C16H9N4Na3O9S2, trisodio 1-(4-sulfonatofenil)-4-(4-sulfonatofenil-azo)-5-pirazolona-3-carboxilato.
La tartracina aumenta su potencial comercial al ser mezclada con otros colorantes como el azul brillante (E-133) o el verde S (E-142), ya que con ellos se obtienen diversas tonalidades verdosas.
La tartracina como colorante es también identificada como E-102 (Unión Europea), Amarillo número 5 (en la mayoría de los países hispanoparlantes) o Yellow 5, Acid Yellow 23, amarillo alimentario 4 (FDA-USA) y cl 19140 (para el Colour Index International).

## Productos que contienen tartrazina

### Alimentos
Muchos alimentos contienen tartrazina en proporciones variables. Dependiendo del fabricante puede verse sustituida por otros colorantes no sintéticos, como el achiote, cúrcuma, betacaroteno o azafrán.
Los productos que contienen tartracina incluyen alimentos comerciales procesados de color amarillo o verde, o que se espera que tengan color marrón o crema. Los alimentos que pueden contener tartracina son, entre otros:
- Postres y dulces: helados, productos de repostería, caramelos, chicles, gominolas, gelatinas, etc.
- Bebidas: bebidas alcohólicas, refrescos, gaseosas, bebidas energéticas e isotónicas.
- Snacks: tortitas o totopos de maíz, papas fritas inglesas, palomitas de maíz, cheese puffs, etc.
- Condimentos: salsas, mostaza (junto con la cúrcuma), colorante alimentario amarillo o colorantes para paellas.[5]

Los refrescos de sabor colita cotienen una pequeña cantidad de tartracina, lo cual explica su color rojizo con un ligero tinte naranja.

## Sensibilidad e intolerancia
Los colorantes azoicos se han cuestionado reiteradamente, debido a que muchos colorantes de esta familia (no los autorizados para uso alimentario) han demostrado ser cancerígenos. Una diferencia fundamental es que los colorantes cancerígenos son poco polares, solubles en grasas, y atraviesan con cierta facilidad la barrera intestinal, incorporándose al organismo. En cambio, los colorantes autorizados, que son muy polares y solubles en agua, no se absorben. En cuanto a la tartrazina, los estudios científicos realizados hasta la fecha no han demostrado ningún efecto carcinogénico. De hecho, en modelos de cáncer de piel en ratón se ha demostrado que la tartracina tiene un fuerte efecto anticancerígeno.
Los alegados efectos negativos de la tartracina en la salud son controvertidos. Un estudio científico que evaluaba mezclas de aditivos alimentarios ha relacionado la tartracina con el aumento en la incidencia del trastorno por déficit de atención con hiperactividad (TDAH) en niños, si se utilizaba en combinación con los benzoatos (E-210 a E-215). Sin embargo, la Autoridad Europea de Seguridad Alimentaria, en un estudio del año 2009 indicó que estos datos no suponían pruebas concluyentes y que los estudios tenían serios fallos experimentales, y concluyó que la tartracina en las concentraciones aprobadas en la Unión Europea no suponía riesgo para la salud. A pesar de ello, el Parlamento Europeo aprobó una ley en julio de 2008 que requiere que los alimentos que contienen los colorantes alimentarios estudiados a ser etiquetados con «pueden tener un efecto adverso sobre la actividad y la atención de los niños».
Desde que en 1959 se describió por primera vez un cuadro de urticaria debido a la tartracina se han relatado más casos de urticaria, lesiones purpúricas, anafilaxia y en general intolerancia debidos a este y otros colorantes azoicos. Se han reportado casos de reacción alérgica o intolerancia a la tartracina, con incidencia baja (1 de cada 10 000), aumentando entre personas hipersensibles a la aspirina, pudiendo llegar en este caso hasta el 2.6 % de la población. Estudios epidemiológicos en Francia han determinado que la prevalencia de la intolerancia a la tartracina se encuentra alrededor del 0.12 % de la población. Asimismo, existía información indicando que este aditivo podría afectar a las personas asmáticas actuando como un agente liberador de histamina, aunque otros estudios niegan cualquier efecto de la tartracina en alergias cutáneas o respiratorias.

## Legislación
Todos los alimentos que contienen tartracina y son comercializados en la Unión Europea deben incluir en su etiquetado, además de una indicación explícita de su presencia, una leyenda donde se lea claramente: "E-102 (o Tartrazina): puede tener efectos negativos sobre la actividad y la atención de los niños." El uso de la tartracina está prohibido en Noruega, y lo estuvo en Austria y Alemania hasta que la prohibición fue revocada por una directiva de la Unión Europea. En 2008, la Agencia de Normas Alimentarias del Reino Unido solicitó la eliminación voluntaria de la tartrazina, junto con otros cinco colorantes, debido al vínculo reportado con la hiperactividad en niños.
En Perú, país sudamericano, la Dirección General de Salud Ambiental ordenó que los alimentos que contienen tartrazina lleven la etiqueta «Uso recomendable de hasta 7,5 mg/kg peso/día» a partir de junio de 2026.